# Biskupi pińscy
Biskupi pińscy – administratorzy apostolscy, biskupi diecezjalni i biskupi pomocniczy diecezji pińskiej.

## Biskupi

### Biskupi diecezjalni
| Lata urzędowania | Biskup | Biskup                | Uwagi |
| ---------------- | ------ | --------------------- | --- |
| 1925–1932        |        | Zygmunt Łoziński      | |
| 1932–1946        |        | Kazimierz Bukraba     | |
|                  |        | Henryk Humnicki       | wikariusz kapitulny diecezji pińskiej w latach 1946-1950                                                                 |
|                  |        | Michał Krzywicki      | administrator apostolski sede vacante w latach 1950–1967                                                                 |
|                  |        | Władysław Jędruszuk   | administrator apostolski polskiej części diecezji pińskiej w latach 1967–1991, następnie biskup diecezjalny drohiczyński |
|                  |        | Kazimierz Świątek     | administrator apostolski sede vacante w latach 1991–2011                                                                 |
|                  |        | Tadeusz Kondrusiewicz | administrator apostolski sede vacante w latach 2011–2012                                                                 |
| od 2012          |        | Antoni Dziemianko     | |

### Biskupi pomocniczy
| Lata urzędowania | Biskup | Biskup                     | Uwagi |
| ---------------- | ------ | -------------------------- | --- |
| 1933–1946        |        | Karol Niemira              | |
| 1962–1967        |        | Władysław Jędruszuk        | następnie administrator apostolski polskiej części diecezji pińskiej w latach 1967–1991, późniejszy biskup diecezjalny drohiczyński |
| 1999–2024        |        | Kazimierz Wielikosielec OP | administrator apostolski sede vacante archidiecezji mińsko-mohylewskiej w 2021 roku                                                 |
| od 2024          |        | Andrej Znoska              | |